# Adamaszkowy bębenek
Adamaszkowy bębenek (jap. 綾鼓 Aya no tsuzumi) – dramat  z 1951 r. autorstwa Yukio Mishimy (właśc. Hiraoka Kimitake). Nawiązuje do stylistyki klasycznego teatru nō. Motywy przewodnie sztuki to miłość i śmierć, potężne siły towarzyszące człowiekowi w czasie całej jego egzystencji, ukazane w kanonach klasycyzmu.

## Fabuła
Głównymi bohaterami sztuki są piękna, próżna i rozkapryszona kobieta, Hanako, i 70-letni starzec Iwakichi, dozorca. Najważniejszy konflikt sztuki rozgrywa się jednak nie pomiędzy samymi postaciami, lecz w ich wnętrzach.
Iwakichi jest zakochany bez wzajemności w pięknej, nieosiągalnej dla niego, otoczonej licznymi wielbicielami kobiecie. Nie zna nawet jej imienia, lecz nazywa ją Księżycową Władczynią Drzew Cynamonowych. Codziennie wypatruje ukochanej w oknie, gdzie kiedyś ją ujrzał, i pisze listy miłosne. 
Początkowo pali je, aż wreszcie decyduje się przesłać ukochanej wyznanie miłosne. Trafia ono jednak w ręce jakiegoś mężczyzny. Okazuje się, że urzędniczka, która miała je dostarczyć wybrance starca, doszła do wniosku, że nie warto tego robić. Miłosne uniesienia staruszka wydawały się jej żałosne i śmieszne. Urzędniczka wraz ze znajomymi wpada na złośliwy pomysł. Podsuwają go obiektowi westchnień Iwakichiego – pięknej, lecz próżnej pani Hanako: polecają jej przesłać wielbicielowi głuchy, obity adamaszkiem bębenek z liścikiem: „Jeśli głos bębenka będzie donośniejszy, niż hałas ulicy i dotrze aż tutaj, spełnię pana pragnienia...” 
Iwakichi jest bardzo szczęśliwy, jednak gdy uderza w bębenek, okazuje się, że nie wydaje on żadnego dźwięku. Został w ten sposób ośmieszony i upokorzony. Wkrótce umiera, a w tydzień po jego śmierci Hanako zostaje nawiedzona przez jego ducha. Zdaje sobie sprawę, jak bardzo zraniła uczucia nieszczęśliwego człowieka.

## Realizacje teatralne w Polsce
Sztuka ta została po raz pierwszy wystawiona w Polsce w roku 1965 w warszawskim Teatrze Współczesnym. Reżyserem spektaklu był Tadeusz Łomnicki, a na scenie wystąpili: sam reżyser (jako Iwakichi), Irena Eichlerówna (jako Pani Tsukioka), Marta Lipińska (jako Sayoko), Damian Damięcki (jako Fujima), Tadeusz Surowa (jako Kaneko) i Barbara Drapińska (jako Madame).
Kolejnej realizacji podjął się Andrzej Wajda w 1994 roku w Starym Teatrze w Krakowie (wraz z innymi japońskimi jednoaktówkami), a potem w 1997 roku dla potrzeb Teatru Telewizji. W spektaklu tym udział wzięli: Beata Fudalej (jako Hanako), Andrzej Hudziak (jako Iwakichi), Anna Polony (jako Madame), Ewa Kolasińska (jako Urzędniczka), Marek Kalita (jako Toyama), Piotr Skiba (jako Fujima), Aleksander Fabisiak (jako Kaneko).